# Rollhockey-Bundesliga 2001-2002
La Rollhockey-Bundesliga 2001-2002 è stata la 71ª edizione del torneo di primo livello del campionato tedesco di hockey su pista. Il titolo è stato conquistato dal Cronenberg per la settima volta nella sua storia.

## Squadre partecipanti
| Club               | Stagione | Città         | Impianto                             | Stagione precedente                                                         |
| ------------------ | -------- | ------------- | ------------------------------------ | --------------------------------------------------------------------------- |
| Cronenberg         | dettagli | Wuppertal     | Alfred-Henckels-Halle                | 1º in Rollhockey-Bundesliga, vincitore dei play-off, campione di Germania   |
| Darmstadt          | dettagli | Darmstadt     | Rollschuhbahn am Orpheum             | 7º in Rollhockey-Bundesliga, eliminato ai quarti di finale dei play-off     |
| Düsseldorf Nord    | dettagli | Düsseldorf    |                                      | 3º in Rollhockey-Bundesliga, eliminato in semifinale di finale dei play-off |
| Friesen 1884       | dettagli | Wuppertal     | Alfred-Henckels-Halle                | 8º in Rollhockey-Bundesliga, eliminato ai quarti di finale dei play-off     |
| Germania Herringen | dettagli | Hamm          | Glückauf Arena                       | 11º in Rollhockey-Bundesliga                                                |
| Iserlohn           | dettagli | Iserlohn      | Hembergsporthalle                    | 6º in Rollhockey-Bundesliga, eliminato ai quarti di finale dei play-off     |
| Konstanzer REC     |          | Costanza      |                                      | 10º in Rollhockey-Bundesliga                                                |
| Krefeld            | dettagli | Krefeld       | Sporthalle Gemeinschafts-Grundschule | 9º in Rollhockey-Bundesliga                                                 |
| Remscheid          | dettagli | Remscheid     | Sportzentrum Hackenberg              | 5º in Rollhockey-Bundesliga, eliminato ai quarti di finale dei play-off     |
| Walsum             | dettagli | Duisburg      | Sporthalle Beckersloh                | 2º in Rollhockey-Bundesliga, finalista dei play-off                         |
| Weil               | dettagli | Weil am Rhein | Rollsporthalle im Nonnenholz         | 4º in Rollhockey-Bundesliga, eliminato in semifinale di finale dei play-off |

## Stagione regolare

### Classifica finale
|                     | Pos. | Squadra            | Pt | G | V | N | P | GF | GS | DR |
| ------------------- | ---- | ------------------ | -- | - | - | - | - | -- | -- | -- |
| Germania (bandiera) | 1.   | Cronenberg         | ?  |   |   |   |   |    |    |    |
|                     | 2.   | Walsum             | ?  |   |   |   |   |    |    |    |
|                     | 3.   | Düsseldorf Nord    | ?  |   |   |   |   |    |    |    |
|                     | 4.   | Remscheid          | ?  |   |   |   |   |    |    |    |
|                     | 5.   | Iserlohn           | ?  |   |   |   |   |    |    |    |
|                     | 6.   | Weil               | ?  |   |   |   |   |    |    |    |
|                     | 7.   | Germania Herringen | ?  |   |   |   |   |    |    |    |
|                     | 8.   | Darmstadt          | ?  |   |   |   |   |    |    |    |
|                     | 9.   | Krefeld            | ?  |   |   |   |   |    |    |    |
|                     | 10.  | Konstanzer REC     | ?  |   |   |   |   |    |    |    |
|                     | 11.  | Friesen 1884       | ?  |   |   |   |   |    |    |    |

Legenda:
  Partecipa ai play-off.
      Campione di Germania e ammessa alla CERH Champions League 2002-2003.
      Ammesse alla Coppa CERS 2002-2003.
Note:
Due punti a vittoria, uno per il pareggio, zero a sconfitta.

## Play-off

### Tabellone
|  | Quarti di finale | Quarti di finale   | Quarti di finale | Quarti di finale | Quarti di finale |  |  | Semifinali | Semifinali      | Semifinali      | Semifinali | Semifinali |   |   | Finale | Finale     | Finale | Finale | Finale |  |
|  |                  |                    |                  |                  |                  |  |  |            |                 |                 |            |            |   |   |        |            |        |        |        |  |
|  | 1                | Cronenberg         | Cronenberg       | 6                | 11               |  |  |            |                 |                 |            |            |   |   |        |            |        |        |        |  |
|  | 8                | Darmstadt          | Darmstadt        | 1                | 2                |  |  | 1          | Cronenberg      | Cronenberg      | 3          | 2          |   |   |        |            |        |        |        |  |
|  | 4                | Remscheid          | 1                | 4                | 4                |  |  | 4          | Remscheid       | Remscheid       | 2          | 1          |   |   |        |            |        |        |        |  |
|  | 5                | Iserlohn           | 2                | 1                | 2                |  |  |            |                 |                 |            |            |   |   | 1      | Cronenberg | 3      | 3      | 4      |  |
|  | 3                | Düsseldorf Nord    | 3                | 2                | 7                |  |  |            |                 | 2               | Walsum     | 2          | 4 | 2 |        |            |        |        |        |  |
|  | 6                | Weil               | 2                | 5                | 2                |  |  | 3          | Düsseldorf Nord | Düsseldorf Nord | 2          | 7          |   |   |        |            |        |        |        |  |
|  | 2                | Walsum             | 6                | 5                | 4                |  |  | 2          | Walsum          | Walsum          | 12         | 8          |   |   |        |            |        |        |        |  |
|  | 7                | Germania Herringen | 2                | 6                | 1                |  |  |            |                 |                 |            |            |   |   |        |            |        |        |        |  |

## Verdetti
| Verdetto                              | Club                             |
| ------------------------------------- | -------------------------------- |
| Campione di Germania 2001-2002        | Cronenberg (7º titolo)           |
| CERH Champions League 2002-2003       | Cronenberg                       |
| Coppa CERS 2001-2002                  | Walsum Düsseldorf Nord Remscheid |
| Retrocesse in 2.Rollhockey-Bundesliga | -                                |